# Preserved Roses
Preserved Roses – singel kolaboracyjny T.M.Revolution i japońskiej piosenkarki Nany Mizuki, wydany 15 maja 2013. Utwór tytułowy został użyty jako opening anime Valvrave the Liberator. Singel osiągnął 2 pozycję w rankingu Oricon i pozostał na liście przez 12 tygodni, sprzedał się w nakładzie 160 485 egzemplarzy. Singel zdobył status złotej płyty.

## Lista utworów
| CD (edycja regularna)  | |            |                 |                 |      |
| Nr                     | Tytuł | Słowa      | Kompozycja      | Aranżacja       | Czas |
| 1.                     | "Preserved Roses"                                                                                         | Akio Inoue | Daisuke Asakura | Daisuke Asakura | 3:33 |
| 2.                     | "Preserved Roses" (T.M.Revolution Only)                                                                   | Akio Inoue | Daisuke Asakura | Daisuke Asakura | 3:33 |
| 3.                     | "Preserved Roses" (Nana Mizuki Only)                                                                      | Akio Inoue | Daisuke Asakura | Daisuke Asakura | 3:29 |
| CD (edycja limitowana) | |            |                 |                 |      |
| Nr                     | Tytuł | Słowa      | Kompozycja      | Aranżacja       | Czas |
| 1.                     | "Preserved Roses"                                                                                         | Akio Inoue | Daisuke Asakura | Daisuke Asakura | 3:33 |
| 2.                     | "Preserved Roses -Anime Version-" (jap. Preserved Roses -アニメバージョン- Preserved Roses -Anime Bājon-) | Akio Inoue | Daisuke Asakura | Daisuke Asakura | 1:32 |

## Notowania
| Lista                         | Pozycja |
| ----------------------------- | ------- |
| Oricon Daily Singles Chart    | 1       |
| Oricon Weekly Singles Chart   | 2       |
| Oricon Monthly Singles Chart  | 3       |
| Oricon Yearly Singles Chart   | 20      |
| Billboard Japan Hot 100       | 1       |
| Billboard Japan Hot Animation | 1       |

## Nagrody
- 2019: Heisei Anison Taishō – nagroda za projekt piosenki (lata 2010-2019)[5]